# Iravadiidae
Famille
Synonymes
- Pseudomerelininae Starobogatov, 1989

Les Iravadiidae sont une famille de mollusques gastéropodes de l'ordre des Littorinimorpha. 

## Synonymes
- Fairbankiinae Thiele, 1928[1]
- Hyalidae Golikov & Starobogatov, 1975[1]
- Pseudomerelininae Starobogatov, 1989[1]

## Liste des genres
Selon World Register of Marine Species (3 avril 2021) :
- genre Acliceratia Ponder, 1984
- genre Auricorona Golding, 2014
- genre † Cavilabium Cossmann, 1888
- genre Ceratia H. Adams & A. Adams, 1852
- genre Chevallieria Cossmann, 1888
- genre Fluviocingula Kuroda & Habe, 1954
- genre Hyala H. Adams & A. Adams, 1852
- genre Iravadia Blanford, 1867
- genre † Kalchreuthia Gründel & Nützel, 1998
- genre Lantauia Ponder, 1994
- genre Liroceratia Ponder, 1984
- genre Nozeba Iredale, 1915
- genre † Pasitheola Cossmann, 1896
- genre Pellamora Iredale, 1943
- genre Pseudomerelina Ponder, 1984
- genre Pseudonoba O. Boettger, 1902
- genre Rehderiella Brandt, 1974
- genre Rissopsis Garrett, 1873
- genre Wakauraia Kuroda & Habe, 1954